# Roma-Nàpols-Roma
La Roma-Nàpols-Roma (en italià Roma-Napoli-Roma) va ser una cursa ciclista per etapes que es disputà anualment a Itàlia entre 1902 i 1961. Amb els anys la cursa tingué diferents denominacions: Roma-Nàpols-Roma de 1902 a 1914 i de 1928 a 1954, Corsa del XX Settembre de 1919 a 1927 i Gran Premio Ciclomotoristico de 1955 a 1961.
El primer vencedor fou Fernandino Grammel i Costante Girardengo és el que més vegades l'ha guanyat, amb cinc edicions.

## Palmarès
| Any  | Vencedor            | Segon               | Tercer                      |
| ---- | ------------------- | ------------------- | --------------------------- |
| 1902 | Fernandino Grammel  | Jacorossi           | Enzo Spadoni                |
| 1903 | Enzo Spadoni        | De Rossi            | Mancinelli                  |
| 1904 | Achille Galadini    | Pierino Albini      | Fernandino Grammel          |
| 1905 | Eberardo Pavesi     | Giulio Modesti      | Alfredo Jacobini            |
| 1906 | Carlo Galetti       | Amadeo Baiocco      | Fernandino Grammel          |
| 1907 | Giovanni Gerbi      | Alfredo Jacobini    | Zoffoli                     |
| 1908 | Giovanni Gerbi      | Luigi Chiodi        | Luigi Ganna                 |
| 1909 | Giovanni Gerbi      | Eberardo Pavesi     | Pietro Aymo                 |
| 1910 | Mario Bruschera     | Luigi Ganna         | Carlo Galetti               |
| 1911 | Dario Beni          | Carlo Galetti       | Ugo Agostoni                |
| 1912 | Dario Beni          | Giuseppe Santhia    | Gino Brizzi                 |
| 1913 | Costante Girardengo | Giosuè Lombardi     | Luigi Ganna i Carlo Galetti |
| 1914 | Dario Beni          | Ugo Agostoni        | Giuseppe Pifferi            |
| 1919 | Alfredo Sivocci     | Giuseppe Azzini     | Giosuè Lombardi             |
| 1920 | Angielo Marchi      | Lauro Bordin        | Nicolò di Biase             |
| 1921 | Costante Girardengo | Gaetano Belloni     | Federico Gay                |
| 1922 | Costante Girardengo | Federico Gay        | Emilio Petiva               |
| 1923 | Costante Girardengo | Giuseppe Azzini     | Federico Gay                |
| 1924 | Romolo Lazzaretti   | Michele Gordini     | Costante Girardengo         |
| 1925 | Costante Girardengo | Gaetano Belloni     | Adriano Zanaga              |
| 1926 | Alfredo Binda       | Leonida Frascarelli | Giuseppe Pancera            |
| 1927 | Giuseppe Pancera    | Pietro Fossati      | Michele Gordini             |
| 1928 | Antonio Negrini     | Luigi Giacobbe      | Pietro Fossati              |
| 1929 | Gaetano Belloni     | Domenico Piemontesi | Piero Bestetti              |
| 1930 | Michele Mara        | Raffaele di Paco    | Domenico Piemontesi         |
| 1934 | Learco Guerra       | Umberto Guarducci   | Isidoro Piubellini          |
| 1950 | Jean Robic          | Fausto Coppi        | Louison Bobet               |
| 1951 | Ferdi Kübler        | Guido de Santi      | Nedo Logli                  |
| 1952 | Fiorenzo Magni      | Stan Ockers         | Jean Robic                  |
| 1953 | Fiorenzo Magni      | Stan Ockers         | Bruno Monti                 |
| 1954 | Bruno Monti         | Fausto Coppi        | Rik van Steenbergen         |
| 1955 | Bruno Monti         | Nino Defilippis     | Fausto Coppi                |
| 1956 | Stan Ockers         | Bruno Monti         | Charly Gaul                 |
| 1957 | Wouter Wagtmans     | Miquel Poblet       | Aldo Moser                  |
| 1958 | Joseph Hoevenaers   | Miquel Poblet       | Giuseppe Fallarini          |
| 1959 | Louis Bobet         | Gastone Nencini     | Armando Pellegrini          |
| 1960 | Louis Bobet         | Wout Wagtmans       | Carlo Brugnami              |
| 1961 | Jean Graczyk        | Graziano Battistini | Hilaire Couvreur            |